# Square (luogo)

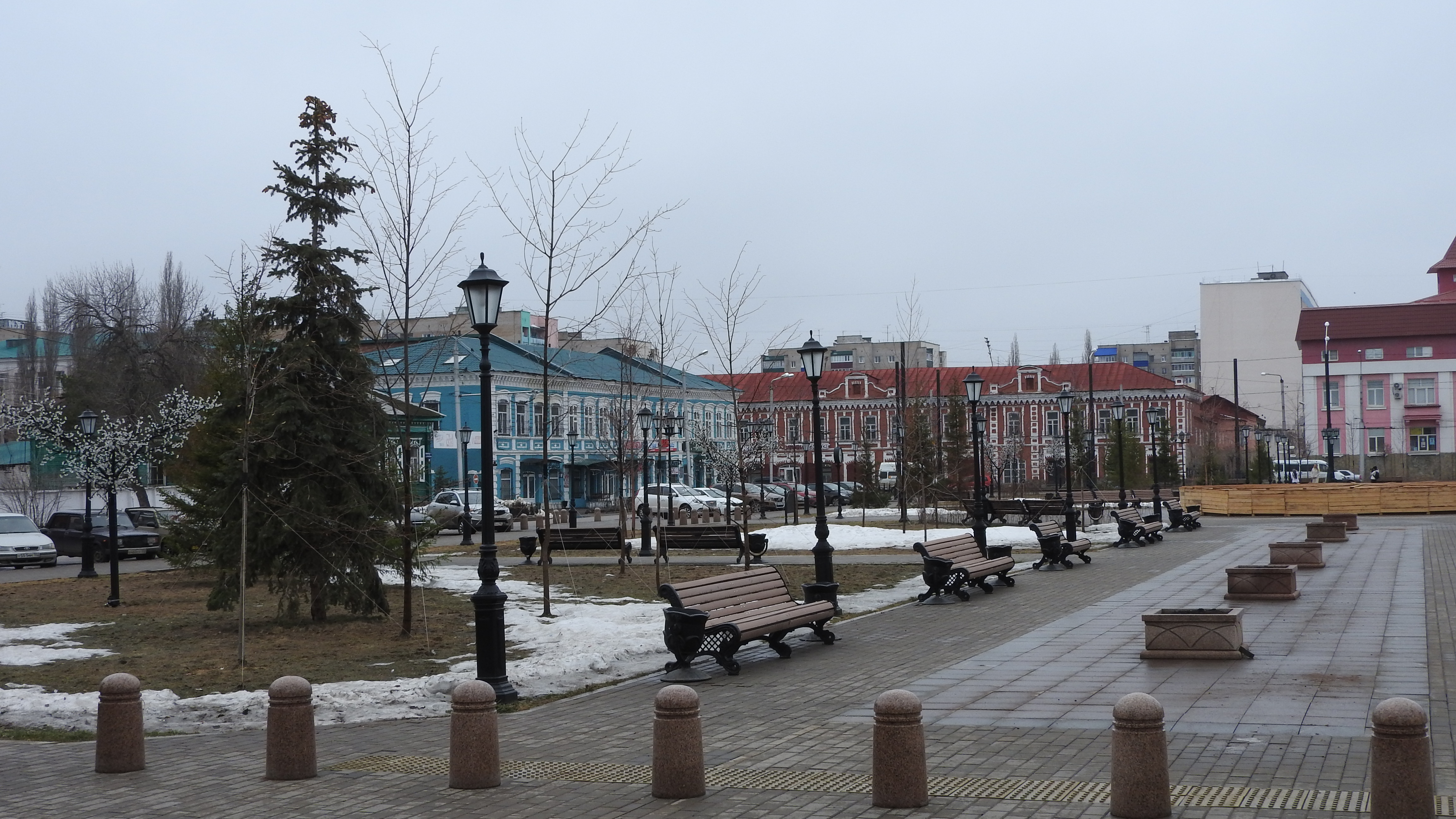
Square

Uno square è un piccolo spazio urbano occupato da un giardino pubblico. La parola è francese, mutuata dalla lingua inglese; nel XIX secolo in francese veniva utilizzata la traduzione letterale di square, "carré". Gli square sono stati di solito costituiti distruggendo un isolato di case. Compongono, con i giardini pubblici, i parchi ed i viali alberati, uno degli elementi del verde cittadino.
Esempi di square si possono trovare in Francia a Parigi e nel Québec a Montréal.